# Barrage Jim-Woodruff
Le barrage et l'écluse Jim-Woodruff (en anglais : Jim Woodruff Dam) est un ouvrage d'art américain érigé sur le fleuve Apalachicola, dans le nord de la Floride, à proximité immédiate de la frontière avec la Géorgie. Sa construction dans les années 1950 entraîne la création d'un lac artificiel de 152 km2, le lac Séminole. Il est alors question de produire de l'hydroélectricité, de contrôler les inondations et d'aménager une voie navigable. Le barrage, inauguré le 22 mars 1957, est nommé en l'honneur de James W. Woodruff, Sr., un ingénieur, financier, homme d'affaires et philanthrope de Géorgie qui a dirigé l'élaboration du projet Apalachicola-Chattahoochee-Flint. 